# ICon
『iCon』（あいこん）は、日本テレビで2010年8月31日から火曜日（月曜日深夜）1:29 - 1:59（JST、以下同様）に放送された情報バラエティ番組。2012年1月11日から水曜日（火曜日深夜）1:29 - 1:59に枠移動した。同年3月28日に終了。

## 内容
最新のデジタル情報や注目のテクノロジーを紹介し、日本テレビの番組との融合を図る。
地上波にしては珍しく最新のテクノロジーやサービスなどをいち早く紹介。
ソーシャルメディアとの連携も多く、日本のテレビ番組初となる 公式Facebookページ開設やソーシャルテレビ視聴 JoinTVなどの取り組みが目立つ。

## 放送関連の備考
- 2011年3月11日に発生した東日本大震災に関連して、3月20日 6:00 - 6:30に予定されていた『ポシュレサンデー』の放送を自粛したため、代わりに当番組の特別版が放送された。
- 2011年3月29日放送分は休止となった。当初は当番組の前座番組『音龍門』（1:29 - 1:59、通常より30分遅れ）終了後にメンテナンスによる停波（1:59 - 4:00）を行うためであったが、東日本大震災に関連する緊急ニュースのカットイン対応のため、『音龍門』に引き続き、『映画天国・いつかあなたに逢う夢』（25:59 - 27:55）・『日テレNEWS24』（3:55 - 4:00）を急遽編成したためである。
- 2011年12月20日放送分は通常より20分遅れの1:49 - 2:19に放送する予定であったが、『NEWS ZERO』が金正日総書記死去のニュースを中心に急遽30分拡大で放送した関係で当番組は休止となった。

## スタッフ
- ナレーション：上重聡（日本テレビアナウンサー）
- 構成：近藤祐次、松林健
- 技術協力：スタジオヴェルト、EAT
- 編集：森田淳
- MA：小嶋雄介
- 音効：佐藤充
- タイトルデザイン：高瀬裕章
- 編成：植野浩之、脇山浩一、越部憲洋
- デスク：織茂由起子
- 広報：松榮大
- ホームページ：金澤裕
- ディレクター：加藤一郎、西山嘉昭、丸山太嘉志、成田真司
- 演出：村上剛
- プロデューサー：安藤聖泰、沖絵未、山崎雄二
- チーフプロデューサー：宇佐美理
- 制作協力：AX-ON
- 製作著作：日本テレビ

### 過去のスタッフ
- プロデューサー：大澤裕二、中島大輔
- 企画・プロデューサー：今井大輔
- チーフプロデューサー：佐野徹